# Enrique Rodríguez (músico)
Enrique Rodríguez (Argentina, 8 de marzo de 1901 – ídem, 4 de septiembre de 1971) cuyo nombre completo era Aquilino Enrique Rodríguez Ruiz y que usó el seudónimo Luis María Meca, fue un bandoneonista, director y compositor. En la ejecución del tango su orquesta fue una fiel continuadora de la línea del tango rítmico y tradicional de Edgardo Donato y Juan D'Arienzo, pero su repertorio se apartaba del molde de las formaciones tanguísticas de su época, porque incluía piezas de todos los géneros, lo que le valió críticas de ciertos sectores. Estuvo casado con la cancionista María Luisa Notar.

## Actividad profesional
Se inició en la música profesional tocando el bandoneón a dúo con un pianista haciendo el fondo musical de las películas mudas que se pasaban en cines de barrio y al iniciarse las transmisiones radiofónicas integró pequeños conjuntos que actuaban en el género de las radionovelas gauchescas. En forma esporádica también trabajó integrando algunas formaciones, como las del Ruso Antonio Gutman, Juan Maglio, Juan Canaro y Ricardo Brignolo.
En 1926, debutó en el sexteto de Joaquín Mora y luego de su paso por otros conjuntos ingresó en la orquesta de Edgardo Donato, que tiene una influencia decisiva en el ritmo ágil y brillante que adoptó en sus formaciones, pese al poco tiempo que estuvo en ella.
En 1934 formó un trío para acompañar por Radio Belgrano al cantor Francisco Fiorentino. y al año siguiente organizó un cuarteto, en el que participaron músicos del nivel del pianista Lalo Scalise, el bandoneonista Gabriel Clausi y el violinista Antonio Rodio, para acompañar a la actriz y cantante María Luisa Notar con quien al poco tiempo se casó; finalmente formó en 1936 su propia orquesta y en 1937 contrató al cantante Roberto Flores, quien debutó en la animación de los bailes de Carnaval del Club Atlético River Plate.
En sus actuaciones Enrique Rodríguez alternaba tangos, valses, milongas, foxtrots, pasodobles, polkas y rancheras, introducía instrumentos no convencionales y su repertorio, siempre variado, solo contenía temas alegres o románticos que el público recibía y bailaba con entusiasmo y alegría y cuando hacía tango, se percibía el sonido brillante de una orquesta afiatada, con arreglos sencillos pero de buen gusto y con muy buenos vocalistas.
Esta variedad de géneros de su repertorio le significó hallar un filón animando infinidad de fiestas y bailes sin intervención de las orquestas de jazz o de música tropical -dado que cumplía ambas funciones- tanto en Argentina, fuera de Buenos Aires, como en otros países de América y así, por ejemplo, fue un ídolo popular en Colombia.
Si bien era habitual que dirigiera su orquesta desde el bandoneón, a veces lo hacía desde el violín y el piano. Tuvo el gran acierto de llevar a su orquesta al cantante Armando Moreno, de muy buena técnica y afinación, que con un estilo similar al de Charlo se adoptó muy bien al estilo y a la imagen que vendía la orquesta y logró numerosas creaciones cuando reemplazó al Chato Roberto Flores en la formación.
Alabado por los bailarines, su orquesta gozó de una gran popularidad en las décadas de 1940 y 1950 tanto en Argentina como en el resto de América.
En 1944 Rodríguez intentó modificar el estilo de su orquesta para lo cual incorporó a Armando Cupo como pianista y arreglista, a Roberto Garza como bandoneonista y arreglista y a Omar Murtagh como ejecutante del violonchelo y del contrabajo en forma alternada, llegando a interpretar con notable acierto instrumental tangos como Naranjo en flor, La vi llegar, Luna llena, Y así nació este tango y El africano, pero el público no gustó del cambio y, en 1946, ya desvinculados Cupo y Garza, retornó al estilo anterior y lo mantuvo durante el resto de su trayectoria.
El coleccionista e investigador Emilio Pichetti dice de Enrique Rodríguez:

«Tenía gran talento y agilidad para resolver fácilmente la realización de sencillos arreglos y adaptaciones de melodías clásicas consagradas y populares de todos los países, sin quitarle su esencia de ritmo internacional. Así se afincó el éxito de la orquesta no solo en nuestro ambiente, sino también en todo el continente para delicia de oyentes y bailarines».

El primer cantor que tuvo la orquesta de Enrique Rodríguez fue Roberto Flores (El Chato), con quien grabó 35 temas, pero sin duda el más representativo fue Armando Moreno (El Niño Moreno), con quien estuvo en tres períodos diferentes, grabó alrededor de 200 obras e hizo varias giras por América y en particular por Colombia, donde fueron prácticamente idolatrados; en 1965, actuaron con éxito en Perú, en una gira en la que también participó Raúl Iriarte, aquel cantor que se destacara en la orquesta de Miguel Caló, en la década del 40.. Otros cantores que pasaron por la orquesta de Enrique Rodríguez fueron Ricardo Herrera, Fernando Reyes, Omar Quirós, Roberto Videla, José Torres, Oscar Galán, Ernesto Falcón, Cruz Montenegro y Dorita Zárate, pero sin duda la dupla de Armando Moreno y Enrique Rodríguez dejó huellas imborrables en la memoria tanguera..
En 1937, la empresa Odeon lo contrató como artista exclusivo y esta relación se mantuvo durante 34 años, realizando más de 350 registros.
En 1966, por consejo de la discográfica para la que grababa, comenzó a presentarse como "Enrique Rodríguez y su orquesta de todos los ritmos", convalidando en cierta medida ante los ojos de algunos tangueros puristas la valoración en que lo tenían como un atentado al género.

## Labor como compositor
Entre las muchas obras que compuso, se destacan Amigos de ayer, En la buena y en la mala, Iré, Lagrimitas de mi corazón, Llorar por una mujer, Son cosas del bandoneón, Tengo mil novias y Yo también tuve un cariño, todos con letra de Enrique Cadícamo; Adiós, adiós amor con letra del actor Roberto Escalada; Café con Rafael Tuegols; Cómo has cambiado pebeta con letra de los autores teatrales Rogelio Cordone y Carlos Goicoechea; Flor de lis con letra que escribiera Horacio Basterra con su seudónimo de Horacio Sanguinetti; Sandía calada con Máximo Orsi; pero sin duda su gran éxito fue el vals Tengo mil novias cantado por Roberto Flores.